# Deltopauropus luteus
Deltopauropus luteus – gatunek skąponogów z rzędu Tetramerocerata i rodziny Brachypauropodidae. Jest gatunkiem typowym dla rodzaju Deltopauropus.

## Występowanie
Znany dotychczas jedynie ze Stanów Zjednoczonych. Opisany z Kalifornii.